# Corgatha rosacea
Corgatha rosacea är en fjärilsart som beskrevs av Nobukatsu Marumo 1932. Corgatha rosacea ingår i släktet Corgatha och familjen nattflyn. Inga underarter finns listade i Catalogue of Life.